# 佐瀬昌盛
佐瀬 昌盛（させ まさもり、1934年〈昭和9年〉12月21日 - ）は、日本の国際政治学者。防衛大学校名誉教授、拓殖大学客員教授。専門はヨーロッパの国際政治、安全保障論で、米ソ東西冷戦研究の第一人者。

## 略歴
1934年（昭和9年）関東州大連市生まれ。東京大学大学院国際関係論専門修士課程修了。ベルリン自由大学に留学後、東京大学教養学部の助手となる。成蹊大学の助教授を経て、防衛大学校の教授に就任。2000年（平成12年）退官後に拓殖大学海外事情研究所の教授、所長となる。
2007年4月、日本の集団的自衛権に関する憲法解釈の見直しを検討する、安倍晋三内閣総理大臣の私的諮問機関「安全保障の法的基盤の再構築に関する懇談会」の有識者委員を務めた。
また、産経新聞の提言コラム「正論」欄に定期的に寄稿する「正論メンバー」の一人であり、2009年には第25回正論大賞を受賞。産経新聞社「国民の憲法」起草委員会の委員も務めた。また長年、民主社会主義研究会議の後身の政策フォーラムの理事を務め現在、顧問。

## 人物
日本に引き揚げ後、奈良県で育ち、奈良女子高等師範学校附属国民学校（現・奈良女子大学附属小学校）5年生の時に終戦の日を迎えた。
高校生の時も奈良市に住んでいたが、大阪府に父親の別宅（大阪府住吉区）があったため大阪府立住吉高等学校に進学、奈良市から近鉄奈良線の電車で越境通学していた。朝鮮戦争による「朝鮮特需」景気の頃で、車窓に映る布施駅～若江岩田駅（東大阪市）の町工場の敷地に、下請け生産されたアメリカ軍向け砲弾が積まれているのを見ており、「平和憲法を叩き込まれた高校生にとっては忘れ難い光景」で「なんとなく『他人の不幸、鴨の味』といった感じ」の印象を受け、国際政治学に進むきっかけとなる。
国際政治学者として米ソ両大国による東西冷戦を研究しながら、1980年代の「反核運動」そして朝日新聞の報道がいかに東側諸国寄りに偏向報道していたかを論証。冷戦後の日本の安全保障にも論考を発表しており、言論活動の信念について「自分を萎縮させてはいけないと意識」し、「毒にも薬にもならない言論活動は私にはあわない」と語っている。
元内閣総理大臣中曽根康弘が設立した公益財団法人中曽根康弘世界平和研究所の発足時、評議員を務めた。
妻は東京音楽大学名誉教授の佐瀬道子で、2008年に死去している。

### 年譜
- 1934年（昭和9年） - 関東州大連市生まれ
- 1958年 - 東京大学教養学部卒業
- 1960年 - 東京大学大学院社会科学研究科（現・総合文化研究科）国際関係論専門課程修士課程修了
- 1961年 - ベルリン自由大学（西ドイツ）留学（1964年まで）
- 1965年 - 東京大学大学院社会科学研究科国際関係論専門課程博士課程単位取得退学、東京大学教養学部助手に
- 1967年 - 成蹊大学政治経済学部専任講師、助教授
- 1974年4月 - 防衛大学校教授
- 2000年（平成12年）3月 - 退官、防衛大学校名誉教授[12]。拓殖大学海外事情研究所教授に
- 2001年4月 - 拓殖大学海外事情研究所所長（第12代、2005年3月まで）[13]
- 2006年4月 - 拓殖大学海外事情研究所客員教授

### 学外における役職
- 1998年 - 日本国際政治学会 評議員
- 2002年 - 国際安全保障学会会長（2006年まで）。2020年（令和2年）現在は顧問[14]

## 受賞など
- 2001年 - 国際安全保障学会「最優秀出版奨励賞」（加藤陽三賞）[15]
- 2006年 - 瑞宝中綬章
- 2009年 - 第25回正論大賞[16][8]

## 著書

### 単著
- 『西ドイツの東方政策』（日本国際問題研究所、1973年）
- 『戦後ドイツ社会民主党史 ―政権への歩み―』（富士社会教育センター[17]出版局、1975年）
- 『西ドイツ戦う民主主義　―ワイマールは遠いか―』（PHP研究所、1979年）
- 『チェコ悔恨史――かくて戦車がやってきた』（サイマル出版会、1983年）
- 『「朝日」の報道はここがおかしい　―軍事情報をめぐる虚と実―』（力富書房、1988年）
- 『虚報はこうしてつくられた ―核情報をめぐる虚と実―』（力富書房、1988年）
- 『摩擦と革命　―東欧、脱ソ連化の軌跡―』（文藝春秋, 1990年）
- 『NATO　―21世紀からの世界戦略―』（文藝春秋［文春新書］、1999年）
- 『集団的自衛権　―論争のために―』（PHP研究所［PHP新書］、2001年）
- 『新版 集団的自衛権　―新たな論争のために―』（一藝社、2012年）
- 『むしろ素人の方がよい　―防衛庁長官・坂田道太が成し遂げた政策の大転換―』（新潮社［新潮選書］, 2014年）[18]
- 『いちばんよくわかる集団的自衛権』（海竜社、2014年）
- 『朝日新聞は真実を伝えているのか？　―ねじ曲げられた報道はもういらない―』（海竜社、2016年）

### 共著
- （猪木正道）『世界の歴史（25）現代の世界』（講談社、1978年）

### 編著
- 『新しい日本の国家像――共生社会への道』（富士社会教育センター、1999年）

### 共編著
- （志水速雄）『ソ連東欧』（全3巻、原書房、1982年-1984年）
- （木村汎）『ゴルバチョフ革命―ペレストロイカの挑戦と障害の分析』（サイマル出版会、1988年）
- （石渡哲）『転換期の日本そして世界』（人間の科学社、1995年）
- （秦郁彦・常石敬一）『世界戦争犯罪事典』（文藝春秋、2002年）
- （木村汎）『プーチンの変貌？―9・11以後のロシア』（勉誠出版、2003年）

### 訳書
- ヴィリー・ブラント『共存の試練』（時事通信社、1965年）
- デーヴィッド・S.コリヤー、クルト・グレーサー編『ベルリンと東欧の将来』（時事通信社、1966年）
- コンラート・アデナウアー『アデナウアー回顧録（1・2）』（河出書房、1968年）
- ゲルト・レッシンク『ヤルタからポツダムへ―戦後世界の出発点』（南窓社、1971年）
- ハインリヒ・ブリューニング『ブリューニング回顧録―1918-34年（上・下）』（ぺりかん社、1974年）
- エドゥアルト・ベルンシュタイン『社会主義の諸前提と社会民主主義の任務』（ダイヤモンド社、1974年）